# Кљајић
Кљајић је презиме у Србији, Босни и Херцеговини и Хрватској. Може се односити на следеће особе:
- Филип Кљајић (1990), фудбалер
- Филип Кљајић Фића (1913–1943), југословенски партизан